# Acessórios de terceiros para o Wii Remote

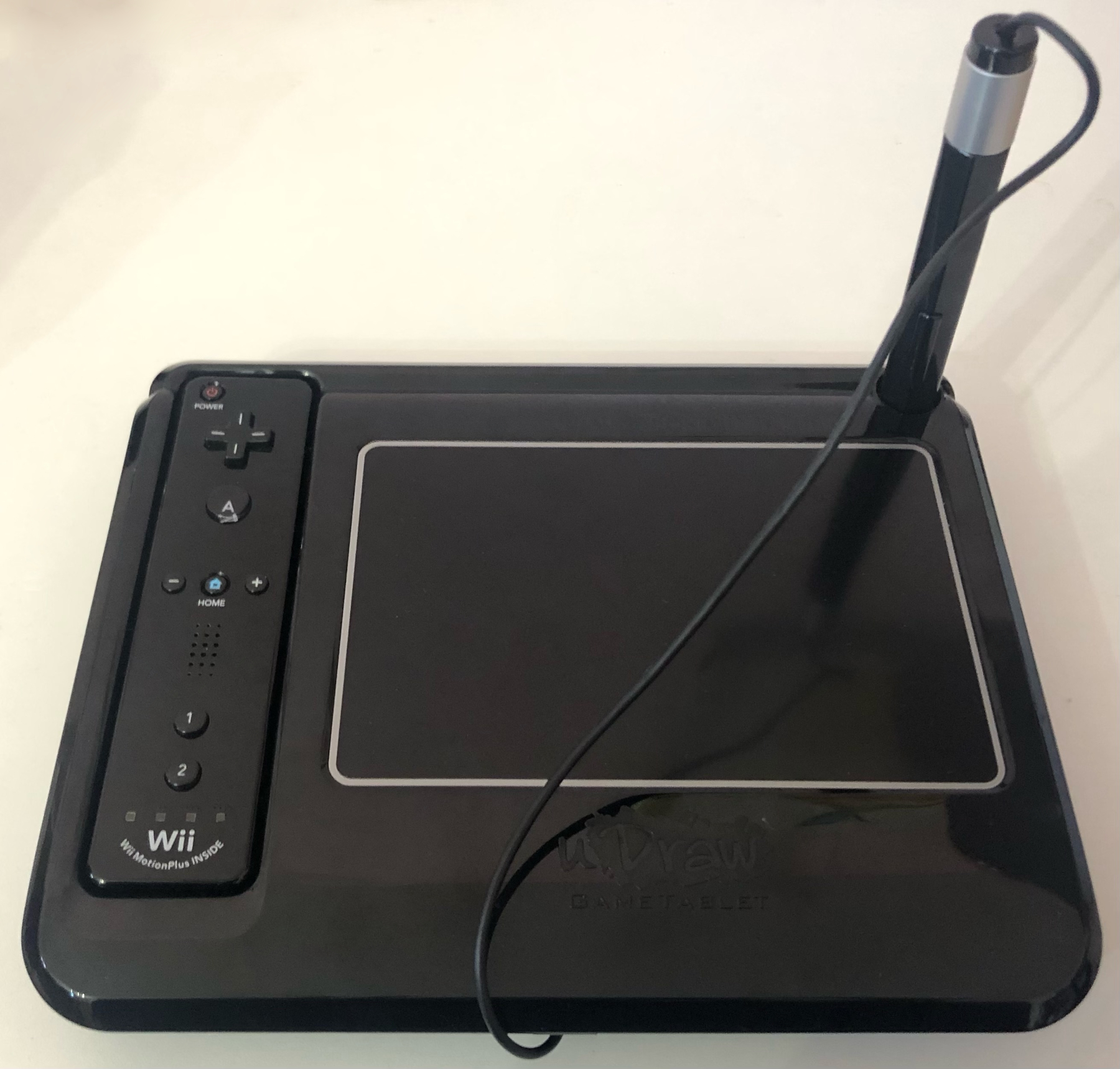
uDraw Tablet, publicado pela THQ

A empresa Nintendo fez alguns acessórios para o Nintendo Wii, como o Wii MotionPlus (RVL-027) (Publicado em 2010) e Classic controller (RVL-005) (Publicado em 2006), porém, desde o lançamento do Nintendo Wii, diversos acessórios foram desenvolvidos por outras empresas além da Nintendo, para o controle Wii Remote.

## Exemplos
O protocolo Bluetooth do controle Wii Remote poderia ser utilizado em outros dispositivos, incluindo celulares ou computadores. Dois estudantes demonstraram este conceito criando um software que tem a capacidade de conectar o Wii Remote a um smartphone que utiliza o sistema operacional Symbian, isso foi construído com a ideia em mente de que um simples telefone celular que possui entradas de televisão é capaz de substituir um console de jogos.
O Wii remote também é utilizado em outras coisas fora do padrão de seu uso original como apenas um controle de videogame. o governo dos Estados Unidos experimentou usá-lo para poder controlar um robô antibomba, conhecido como Packbot. Utilizando o DarwiinRemote, pesquisadores da Universidade de Memphis adaptaram o Wii Remote para coleta de dados em experimentos de psicologia cognitiva. A Autodesk lançou um plug-in que permite que o Wii Remote controle a orientação de modelos 3D no Autodesk Design Review.

### Alternativas de controles

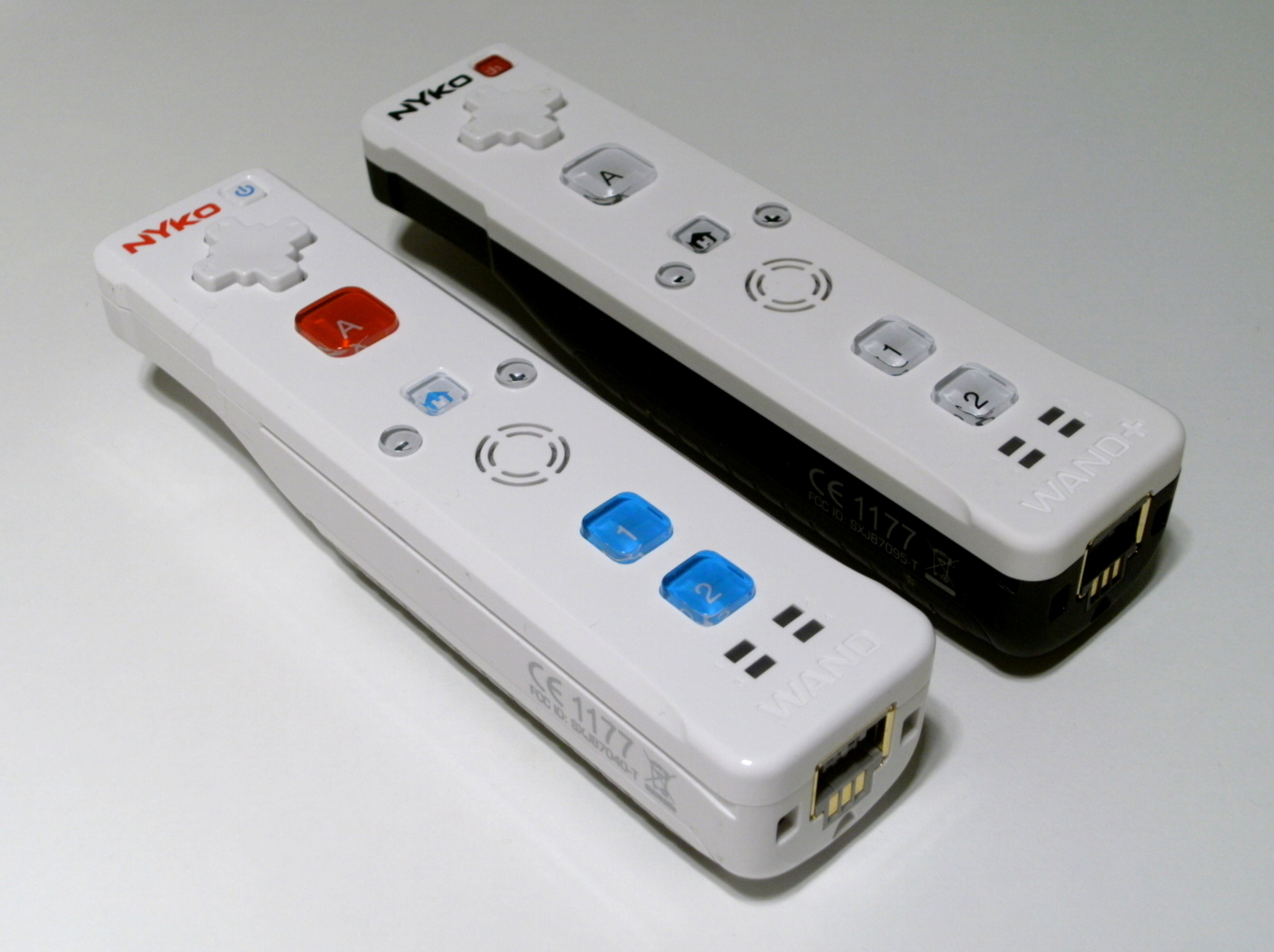
Nyko Wand e Wand Plus, publicados pela Nyko

Após um pequeno período que empresas terceirizadas, como Mad Catz Interactive, Inc. e Nyko, começaram a fazer versões alternativas ao Wii Remote. Também existiram vários Nunchuks de terceiros, alguns dos quais possuem uma funcionalidade sem fio.

### Volantes
Antes do acessório Wii Wheel feita pela própria Nintendo, vários acessórios de volante de terceiros foram introduzidos para o Wii Remote. Um exemplo de volante, desenvolvido pela Thrustmaster é o Wii Steering Wheel que vem com certos jogos, como GT Pro Series.

### Pacote de esportes

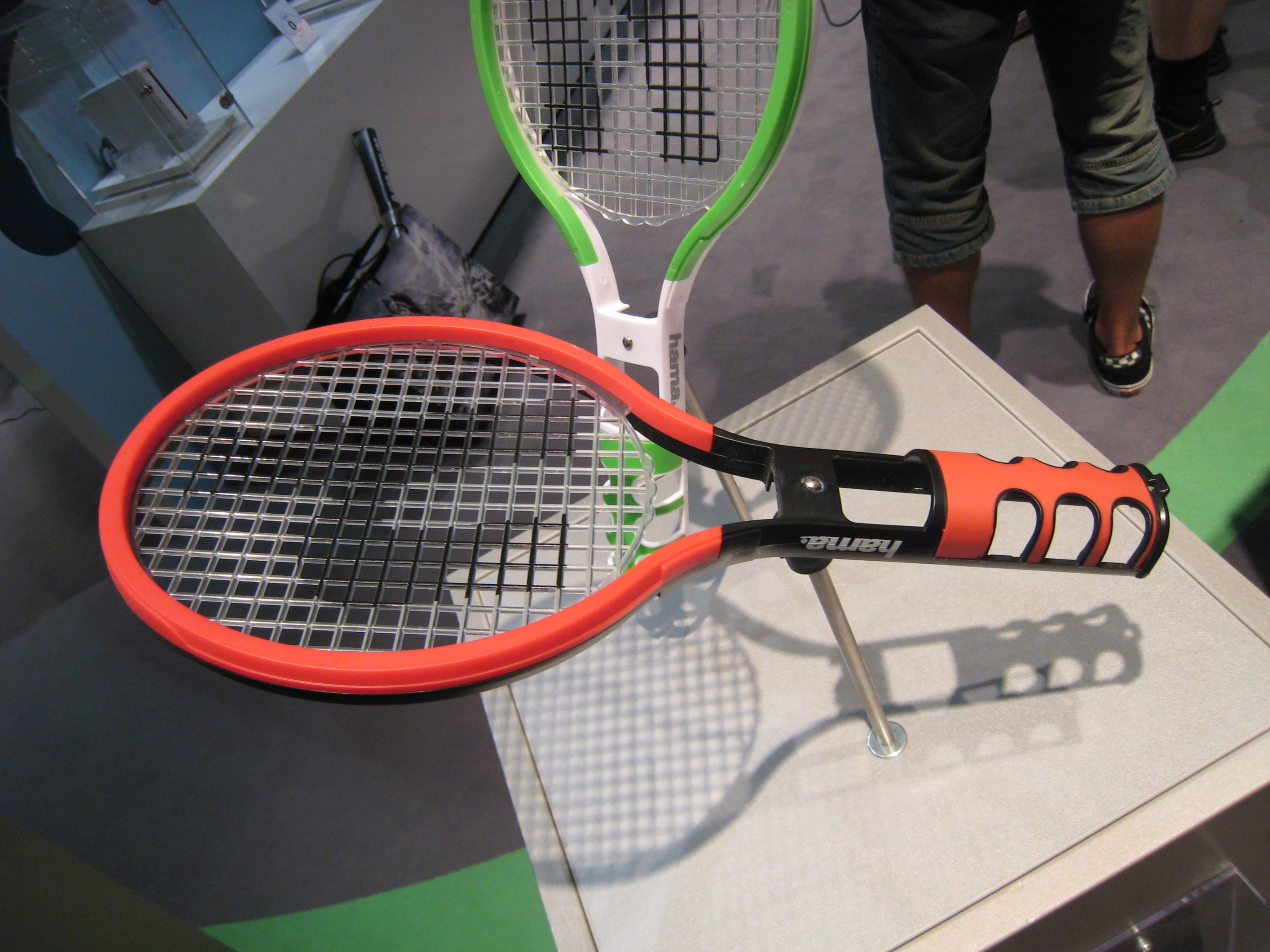
Raquete de tênis para Wii Remote, publicadas pela Gamescom

O pacote de Wii Sports foi lançado por GameStop nos Estados Unidos e Logic3 na União Europeia. O pacote inclúi um taco de basebol, um taco de golfe e uma raquete de tênis.
Assim que a GameStop lançou o pacote, a empresa Pelican Accessories lançou um pacote de Nerf de esportes. É idêntico ao pacote produzido pela GameStop, porém, os acessórios são feitos de uma textura espumosa como a textura utilizadas em produtos Nerf.
As luvas de boxe são acessórios vendidos separadamente do pacote de Wii Sports. Com esse acessório, o jogador pode inserir o Wii Remote e o Nunchuk  em cada luva debaixo de onde a mãos devem ser inseridas. Desse jeito, o jogador pode socar como um jogador real invés de ter que segurar e movimentar os controles.

### Carregadores

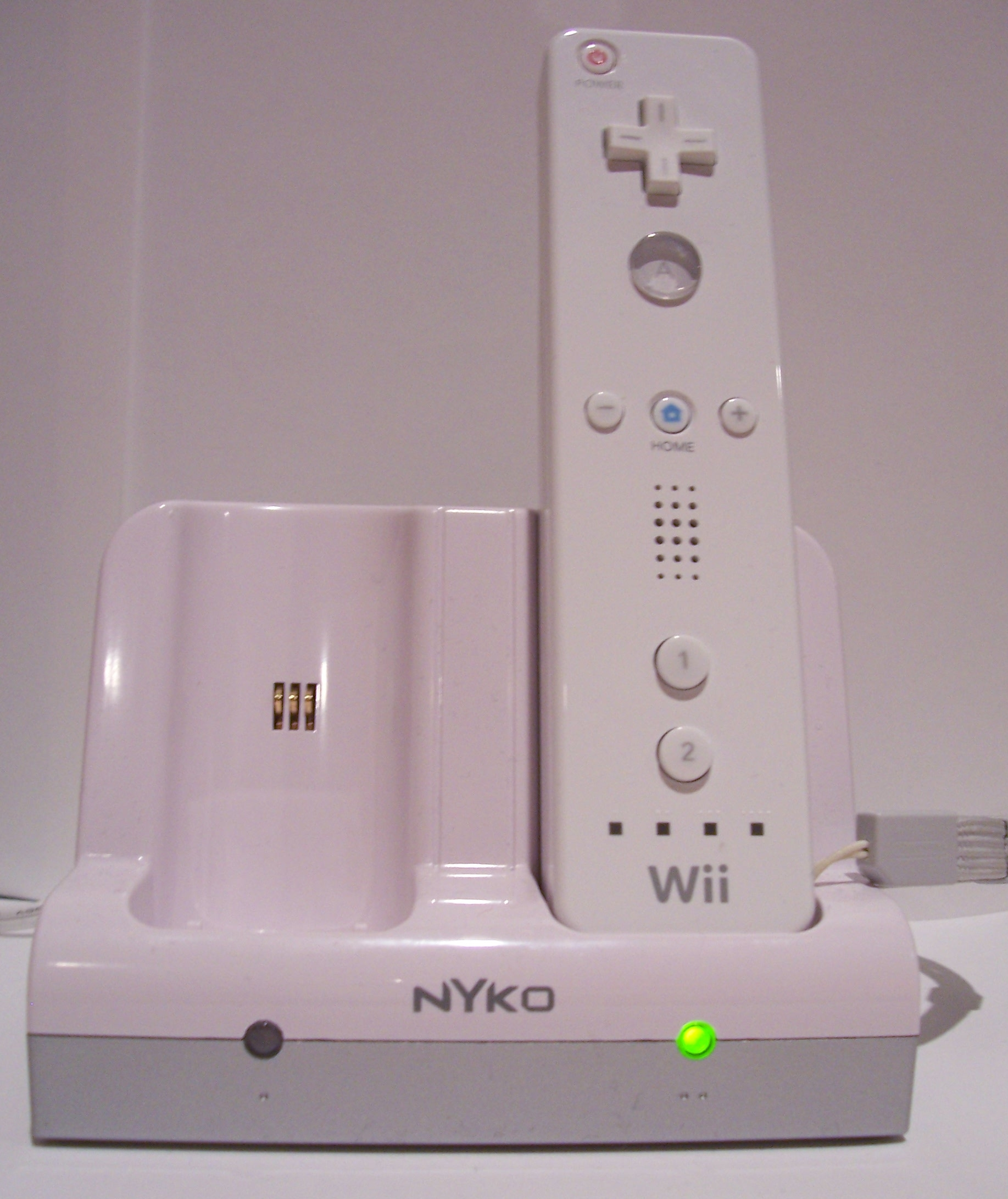
Carregador para Wii Remotes, publicado pela Nyko

Enquanto a Nintendo não oferece opções recarregáveis para o Wii Remote, sistemas recarregáveis foram desenvolvidos por várias empresas terceirizadas. A Nintendo não lançou kits de baterias recarregáveis fora do Japão, mas ambos o Wii Remote e o WaveBird usam baterias que são compatíveis com acessórios anteriormente lançados de Game Boy Advance (AGB-003 e AGB-004, respectivamente, bateria e carregador).
Várias manufaturadoras oferecem sistemas diretos de carregamento, muitos dos quais incluem pacotes/compartimentos de bateria com contatos eletrônicos que conectam a uma base de carregamento.